# Sonmoro senjoro
Sonmoro senjoro è il quinto album di studio del duo finlandese Lord Est, pubblicato per la Hype Records il 23 novembre 2011. L'album è stato anticipato dal singolo Reggaerekka pubblicato il 30 maggio 2011, che ha raggiunto il vertice delle classifiche dei singoli più venduti in Finlandia. Successivamente sono stati pubblicati i singoli Juoksen vapaana kaupunkiin, pubblicato il 3 ottobre 2011 e Vuosi vaihtuu, numero uno dei singoli più venduti nella prima settimana del 2012.

## Tracce
1. Juoksen vapaana kaupunkiin – 3:51
2. Huono päivä, hyvä ilta – 3:25
3. Ihan sama mitä teen – 4:00 – feat. Marvin Brown
4. Karkkipäivä – 3:15
5. Iisisti pysy rytmissä – 4:22
6. Reggaerekka – 3:55 – feat. Petri Nygård
7. Vuosi vaihtuu – 3:15 – feat. Mikael Gabriel
8. Ota vastuu miehen – 4:11
9. Anopilla on molekyylit sekaisin – 3:57
10. Joulu etelässä – 3:50
11. Hellä ori – 3:13 – MMEN remix

## Partecipazioni
- MMEN tracce 1, 2, 4, 5, 6, 8 ed 11
- MGI: tracce 3 e 10
- Sakke: traccia 7
- S2Sounds: traccia 9

## Classifica
| Classifica                            | Massima posizione |
| ------------------------------------- | ----------------- |
| Suomen virallinen lista - Albumilista | 33                |